# Musikjahr 1831
Liste der Musikjahre

◄◄ | ◄ | 1827 | 1828 | 1829 | 1830 | Musikjahr 1831 | 1832 | 1833 | 1834 | 1835 | ► | ►►

Weitere Ereignisse
Dieser Artikel behandelt das Musikjahr 1831.

## Ereignisse

### Personalien
- Natale Abbadia wird Chorleiter am Teatro Carlo Felice in Genua

### Instrumental- und Vokalmusik
- 17. Oktober: Felix Mendelssohn Bartholdys  1. Klavierkonzert g-Moll op. 25 hat seine Uraufführung, bei der auch König Ludwig I. anwesend ist, im Münchener Odeonssaal.
- Nach dem 21. November: Frédéric Chopin: Grand Duo concertant pour piano et violoncelle sur des thèmes de „Robert le Diable“ [de Meyerbeer] E-Dur (Konzert für Klavier und Violoncello über Themen der Meyerbeer Oper Robert der Teufel)
- Hector Berlioz: Le roi Lear, op. 4 (große Ouvertüre nach der Tragödie von Shakespeare); Lélio ou Le retour à la vie op. 14b; Rêverie et caprice, op. 8
- Clara Schumann: Quatre Polonaises pour le Pianoforte op. 1 veröffentlicht 1831 komponiert 1829-30.
- Richard Wagner: Fantasie für Klavier in fis-Moll; Klaviersonate in B-Dur
- George Onslow: Symphonie Nr. 1 A-Dur op. 41; Symphonie Nr. 2 d-Moll op. 42
- Friedrich von Flotow: Klavierkonzert Nr. 2 a-Moll
- Johann Strauss (Vater): Vive la Danse! op. 47; Heiter auch in ernster Zeit op. 48

### Musiktheater
- 06. März: Am Teatro Carcano in Mailand erfolgt die Uraufführung der Oper La sonnambula (Die Schlafwandlerin) von Vincenzo Bellini. Das Libretto stammt von Felice Romani nach einer Ballett-Pantomime von Eugène Scribe und Jean-Pierre Aumer. Die Sopranistin Giuditta Pasta singt die Titelrolle. Die Oper wird einer der größten Erfolge Bellinis und wird schon bald in ganz Europa aufgeführt.
- 07. März: Uraufführung der Oper Le Morceau d'ensemble von Adolphe Adam in Paris.
- 07. März: Uraufführung der Oper Fausto von Louise Bertin am Théâtre-Italien in Paris.
- 20. April: Die Uraufführung der Oper Viva la Mamma von Gaetano Donizetti erfolgt am Teatro della Canobbiana in Mailand. Dabei handelt es sich um eine Umarbeitung der Oper Le convenienze teatrali aus dem Jahr 1827.

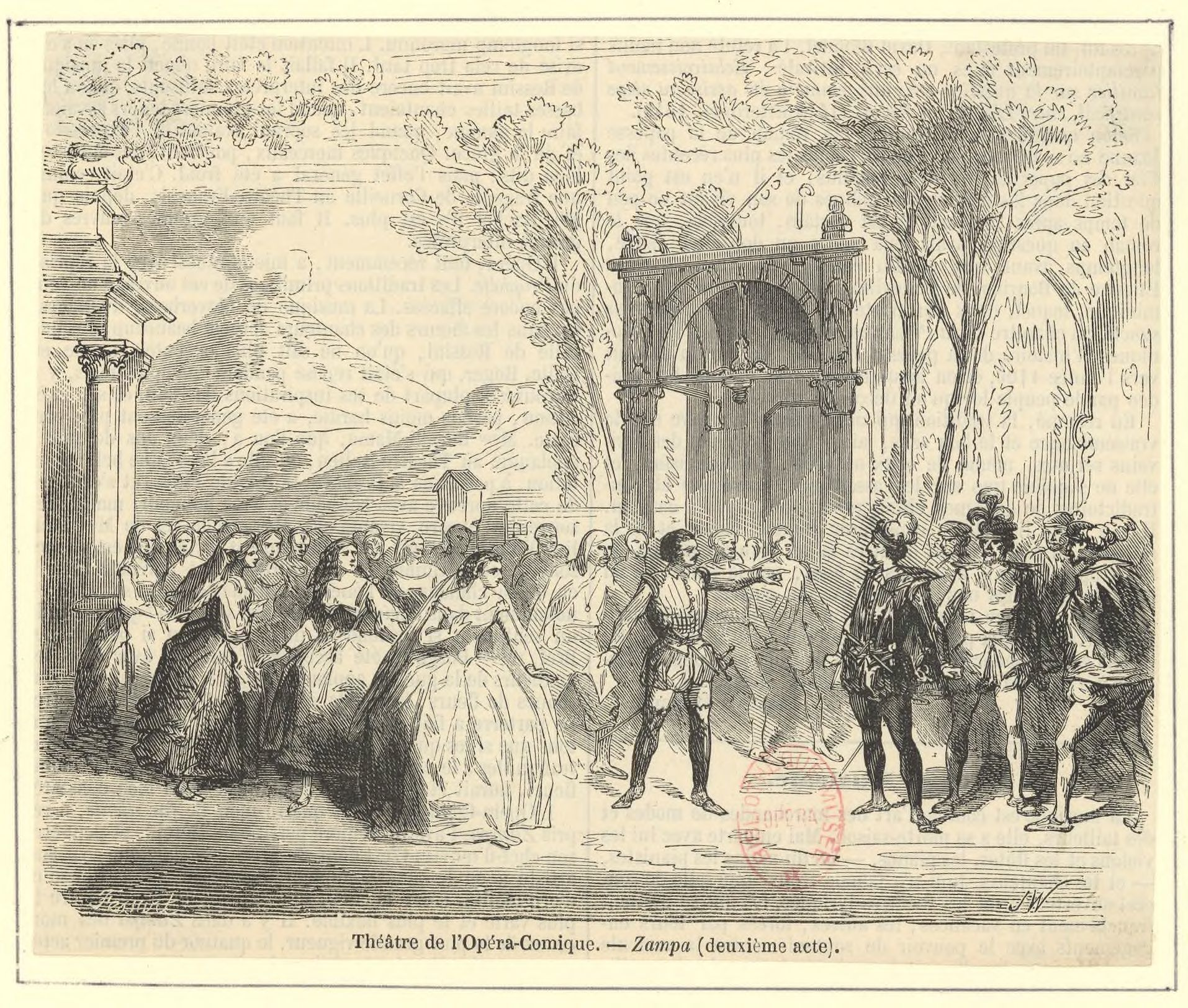
Zampa, Szene aus dem zweiten Akt

- 03. Mai: Zur Wiedereröffnung der Opéra-Comique in Paris wird die Oper Zampa von Ferdinand Hérold auf ein Libretto von Mélesville uraufgeführt. Die Aufführung ist ein sensationeller Erfolg.

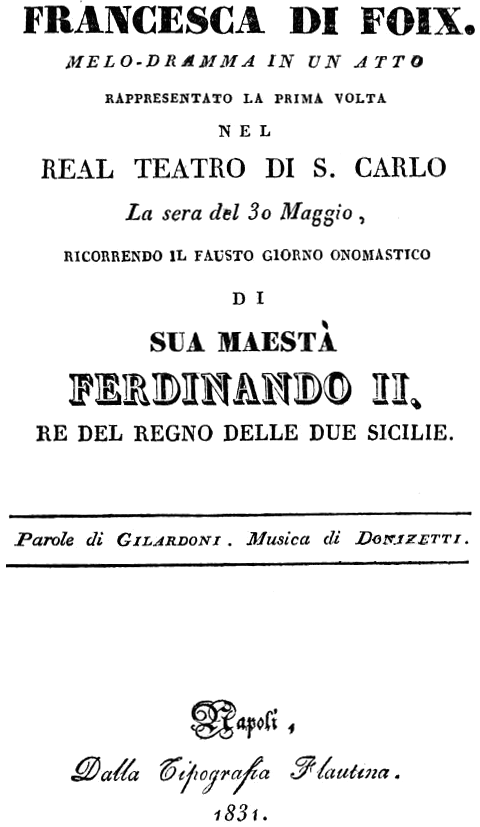
Gaetano Donizetti, Francesca di Foix, Titelblatt des Librettos

- 30. Mai: Die Opera semiseria Francesca di Foix von Gaetano Donizetti auf ein Libretto von Domenico Gilardoni hat am Teatro San Carlo von Neapel mit mäßigem Erfolg ihre Uraufführung. Donizetti verwendet Material aus Francesca di Foix später unter anderem in seinen erfolgreicheren Opern L’elisir d’amore und Lucrezia Borgia.
- 15. Juni: Uraufführung der Oper Le Philtre (Der Liebestrank) von Daniel-François-Esprit Auber an der Opéra-Comique in Paris

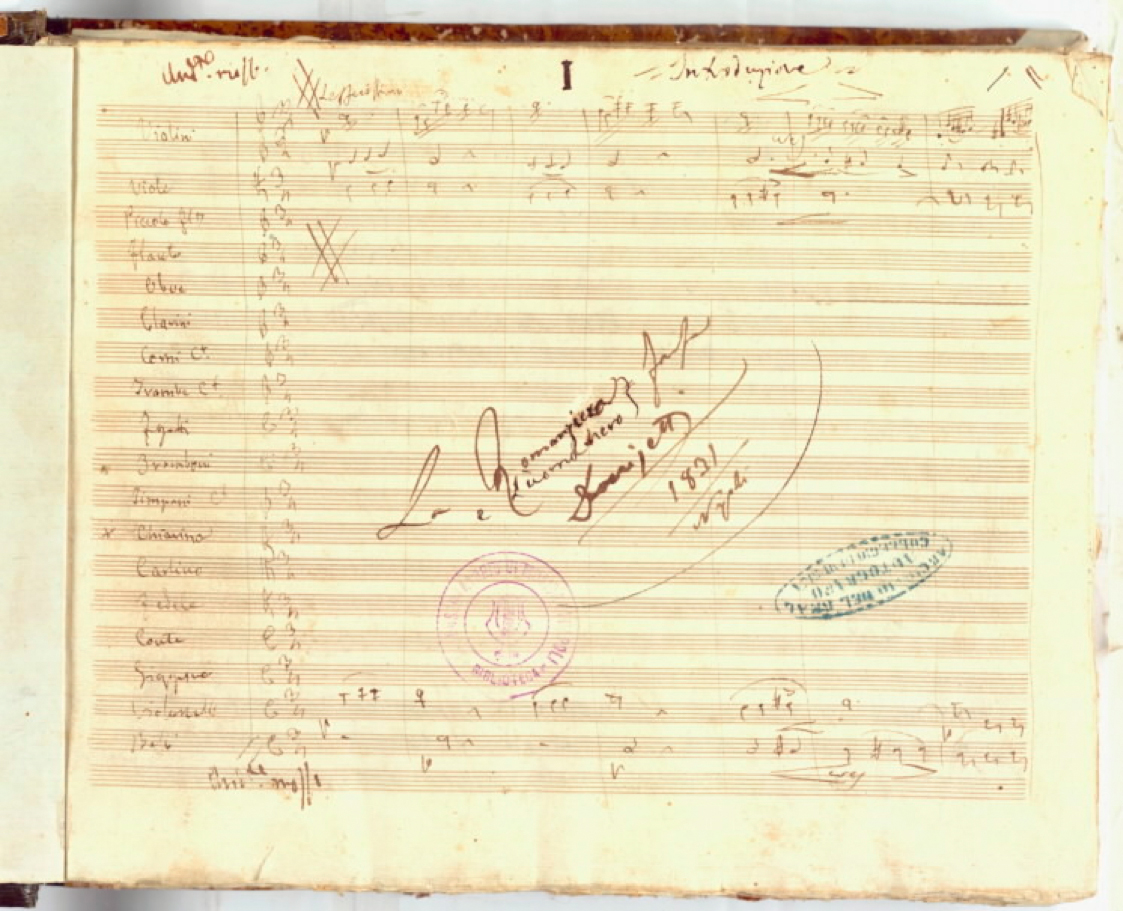
La romanziera e l'uomo nero, Titelblatt des Autographs

- 18. Juni: Die Opera buffa La romanzesca e l’uomo nero von Gaetano Donizetti auf ein Libretto von Domenico Gilardoni wird am Teatro del Fondo in Neapel uraufgeführt. Die Hauptrollen singen unter anderen Luigia Boccabadati und Antonio Tamburini. Das Werk ist eine „Oper der neuen Kürze“ und enthält konzentriert die klassischen Formen des Belcanto mit Cavatina und Cabaletta. Ursprünglich sind die Musiknummern durch Prosadialoge verbunden, die jedoch mittlerweile verloren gingen. Die Premiere erregt wenig Aufsehen und nach nur einer weiteren Aufführung wird das Stück wieder abgesetzt.
- 21. Juni: Uraufführung der Oper La neve von Luigi Ricci in Mailand (Teatro Cannobiana)
- 09. Juli: Uraufführung der Oper Le Grand Prix ou Le Voyage à frais communs von Adolphe Adam an der Opéra-Comique in Paris
- 11. August: Uraufführung der Oper La lure de l’hermite von Michele Carafa in der Opéra-Comique, Paris
- 28. September: Uraufführung der Oper Die Amazone oder Der Frauen und der Liebe Sieg von Peter Joseph von Lindpaintner in Stuttgart
- 11. Oktober: Uraufführung der Oper Chiara di Rosemberg von Luigi Ricci in Mailand (Teatro alla Scala)
- 31. Oktober: Uraufführung der komischen Oper La Marquise de Brinvilliers von François-Adrien Boieldieu in Paris (Opéra-Comique), An dem Werk waren auch die Komponisten Auber, Batton, Berton, Blangini, Carafa, Cherubini, Hérold, Ferdinando Paër beteiligt.
- 09. November: Uraufführung der Oper Die Jungfrau von Conradin Kreutzer in Prag

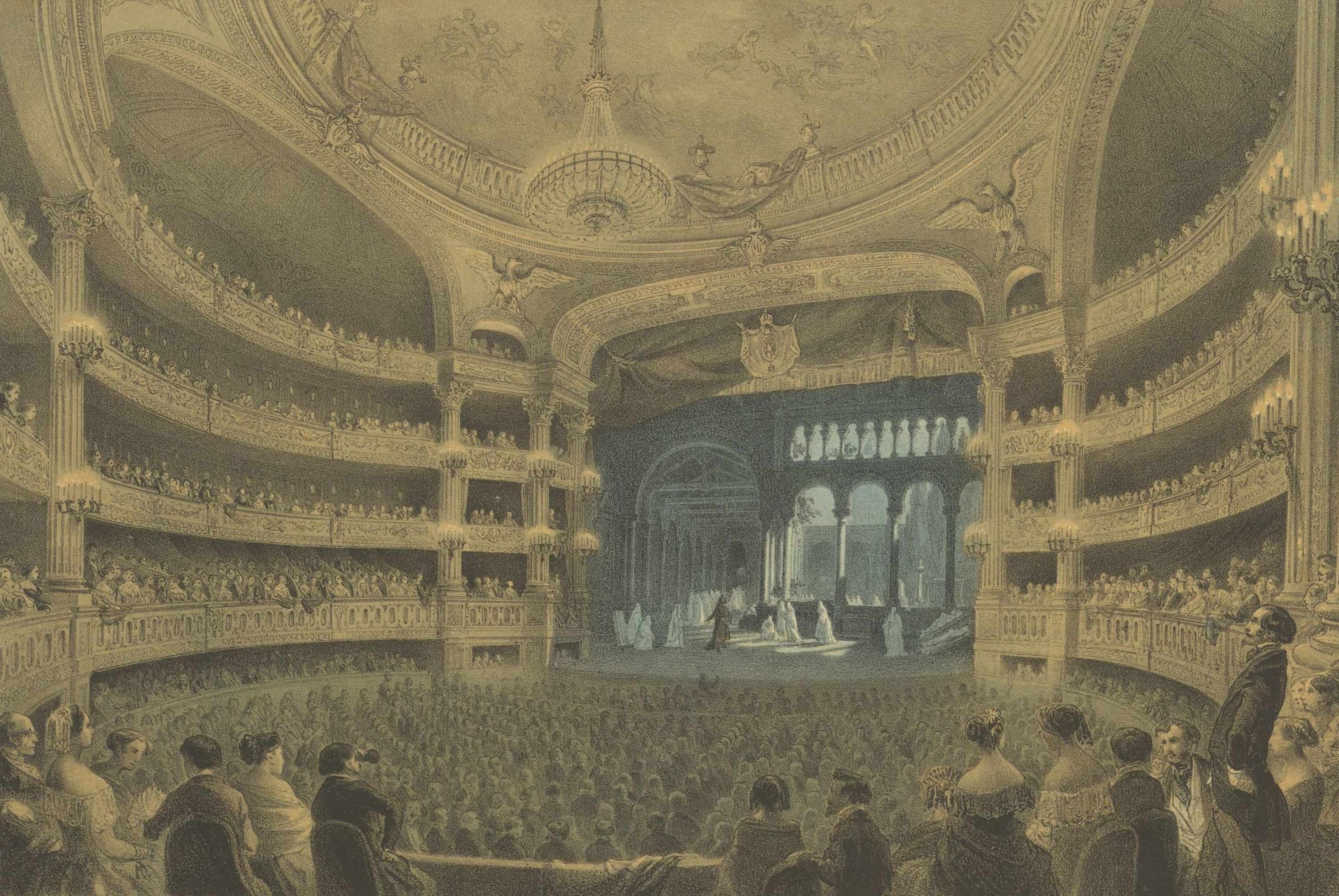
Robert le diable, Das Nonnenballett in einer Aufführung der Pariser Opéra (Salle Le Peletier) 1831

- 21. November: Die Oper Robert le diable (Robert der Teufel) von Giacomo Meyerbeer wird an der Pariser Opéra uraufgeführt. Die Oper mit dem Libretto von Eugène Scribe und Germain Delavigne begründet den Ruhm des Komponisten in Frankreich. Schon im Jahr der Uraufführung werden erste Parodien auf den Pariser Bühnen aufgeführt.
- 01. Dezember: Uraufführung der Oper Casimir ou Le Premier Tête-à-tête von Adolphe Adam am Théâtre des Nouveautés in Paris

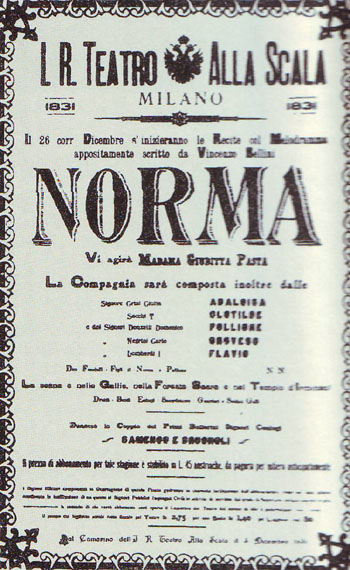
Norma, Theaterzettel der Premiere

- 26. Dezember: Die Uraufführung der Oper Norma von Vincenzo Bellini am Teatro alla Scala di Milano in Mailand wird trotz der hervorragenden Besetzung mit Giuditta Pasta, Giulia Grisi, Domenico Donzelli und Vincenzo Negrini vom Publikum kühl aufgenommen. Bereits in der zweiten und den folgenden Aufführungen erhält Norma jedoch immer mehr Beifall, und aus einigen zeitgenössischen Quellen geht hervor, dass für den anfänglichen Misserfolg wahrscheinlich die als ungewöhnlich und neu empfundene musikalische Sprache und Struktur der Oper verantwortlich waren.

#### Weitere Werke
- Ferdinand Ries: Liska, oder die Hexe von Gyllensteen (Oper in zwei Akten) op. 164
- Giovanni Pacini: Il corsaro (romantische Oper)
- Saverio Mercadante: Francesca da Rimini (Oper) 1831 fertiggestellt aber erst 2016 uraufgeführt; Zaïra (Oper) 1831 uraufgeführt in Neapel im Teatro San Carlo
- Heinrich Dorn: Abu Kara (romantische Oper in drei Akten) op. 18

## Musikinstrumente
- Der englische Orgelbauer John Abbey stellt für die Aufführung von Robert le diable in der Pariser Oper eine Orgel auf, die 1873 verbrannte.[1]

## Geboren

### Geburtsdatum gesichert
- 25. Januar: Paul Letondal, kanadischer Organist, Pianist, Cellist, Komponist und Musikpädagoge († 1894)
- 01. Februar: Franz Rudolph Wurlitzer, US-amerikanischer Musikinstrumentenhersteller († 1914)
- 05. Februar: Eugène Bersier, französischer evangelischer Geistlicher und Kirchenlieddichter († 1889)
- 07. Februar: Edmond Cherouvrier, französischer Komponist († 1905)
- 16. Februar: Benjamin Dwight Allen, US-amerikanischer Organist und Komponist († 1914)
- 26. Februar: Filippo Marchetti, italienischer Komponist († 1902)
- 23. März: Wilhelm Sauer, deutscher Orgelbauer aus der Zeit der Romantik und Spätromantik († 1916)
- 09. Mai: Karl Hill, deutscher Opernsänger († 1893)

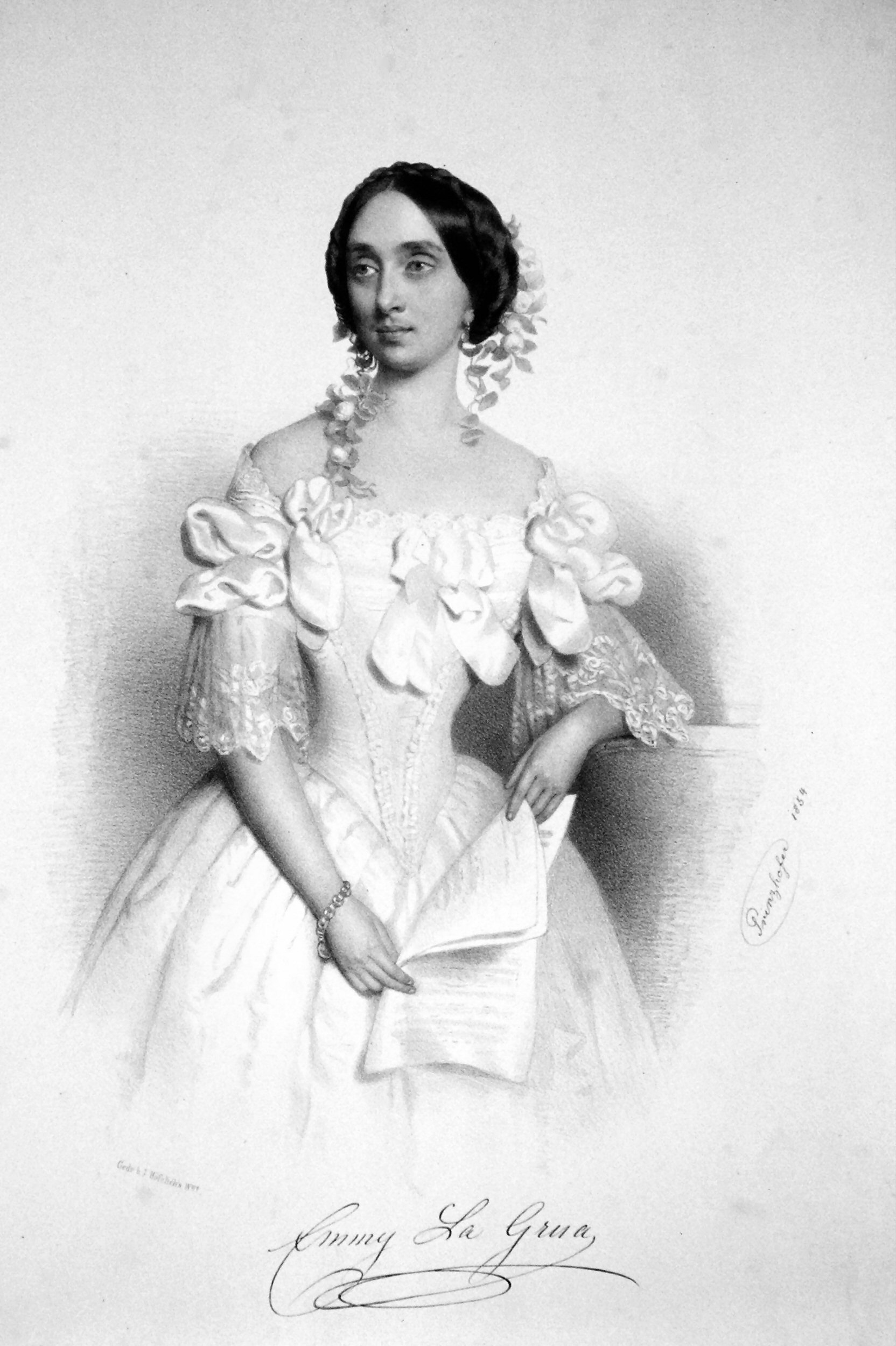
Emmy La Grua; * 15. Mai

- 15. Mai: Emmy La Grua, italienische Opernsängerin († nach 1869)
- 30. Mai: Martha von Sabinin, russische Komponistin und Pianistin († 1892)
- 02. Juni: Max Abraham, deutscher Musikverleger († 1900)
- 02. Juni: Gustave Lefèvre, französischer Komponist und Musikpädagoge († 1910)
- 07. Juni: Eugène Lacheurié, französischer Komponist († unbekannt)
- 28. Juni: Joseph Joachim, ungarischer Violinist, Dirigent und Komponist († 1907)
- 11. Juli: Kamilo Mašek, tschechischer Komponist († 1859)
- 17. Juli: Therese Tietjens, deutsche Opernsängerin (Sopran) und Gesangspädagogin († 1877)

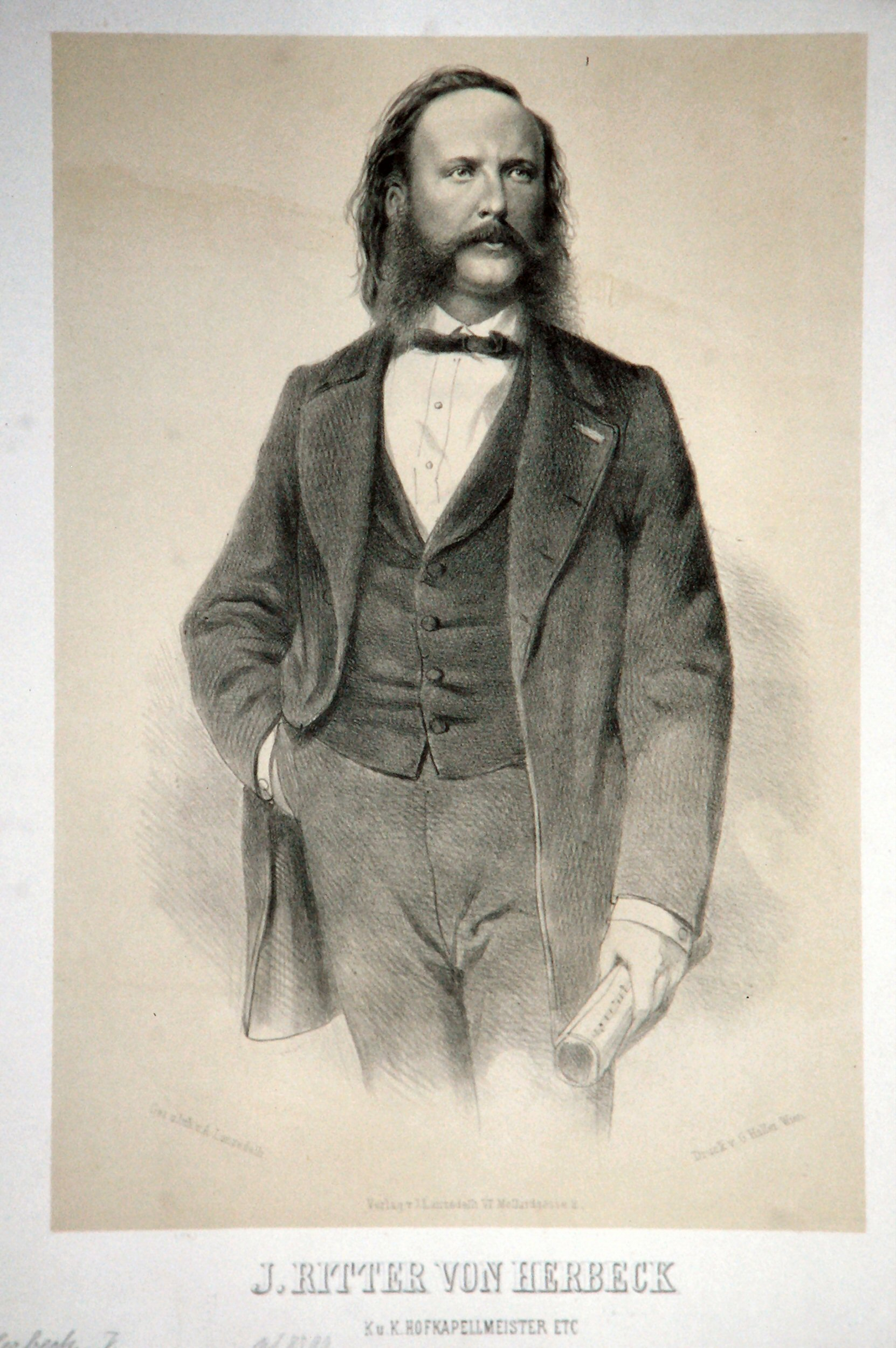
Johann von Herbeck; * 25. Dezember

- 01. August: Antonio Cotogni, italienischer Opernsänger († 1918)
- 13. August: Salomon Jadassohn, deutscher Komponist, Pianist, Musiktheoretiker und -pädagoge († 1902)
- 15. August: Gustav Ipavec, slowenischer Komponist († 1908)
- 15. August: August Kömpel, deutscher Violinvirtuose († 1891)
- 22. August: Marie Louise Dustmann-Meyer, deutsche Opernsängerin († 1899)
- 27. August: Désiré Heynberg, belgischer Geiger, Musikpädagoge und Komponist († 1898)
- 28. August: Ludvig Norman, schwedischer Dirigent und Komponist († 1885)
- 29. Oktober: Giulio Cottrau, italienischer Komponist († 1916)
- 03. Dezember: Léon Prévost, französischer Komponist († 1877)
- 25. Dezember: Johann von Herbeck, österreichischer Dirigent und Komponist († 1877)

### Genaues Geburtsdatum unbekannt
- Louis Lebel, französischer Organist und Musikpädagoge († 1889)
- Amelia Patti, italienische Opernsängerin († 1915)
- Agathe Plitt, deutsche Pianistin, Klavierlehrerin und Komponistin († 1902)
- Sophie Trietsch, deutsche Opernsängerin (Sopran/Koloratursopran) († 1858)

## Gestorben
- 06. Januar: Rodolphe Kreutzer, französischer Violinist, Lehrer, Dirigent und Komponist (* 1766)
- 08. Januar: Franz Krommer, tschechischer Komponist (* 1759)
- 04. März: Georg Michael Telemann, deutscher Kirchenmusiker und Komponist (* 1748)
- 11. März: Józef Kozłowski, polnischer Komponist (* 1757)
- 13. April: Ferdinand Kauer, österreichischer Komponist und Dirigent (* 1751)
- 24. Mai: Benjamin Carr, englisch-amerikanischer Komponist, Organist, Sänger und Musikverleger (* 1768)
- 30. Mai: Daniel Jelensperger, französischer Musikwissenschaftler (* 1799)
- 16. Juni: Joseph Ignaz Schnabel, deutscher Komponist und Domkapellmeister (* 1767)

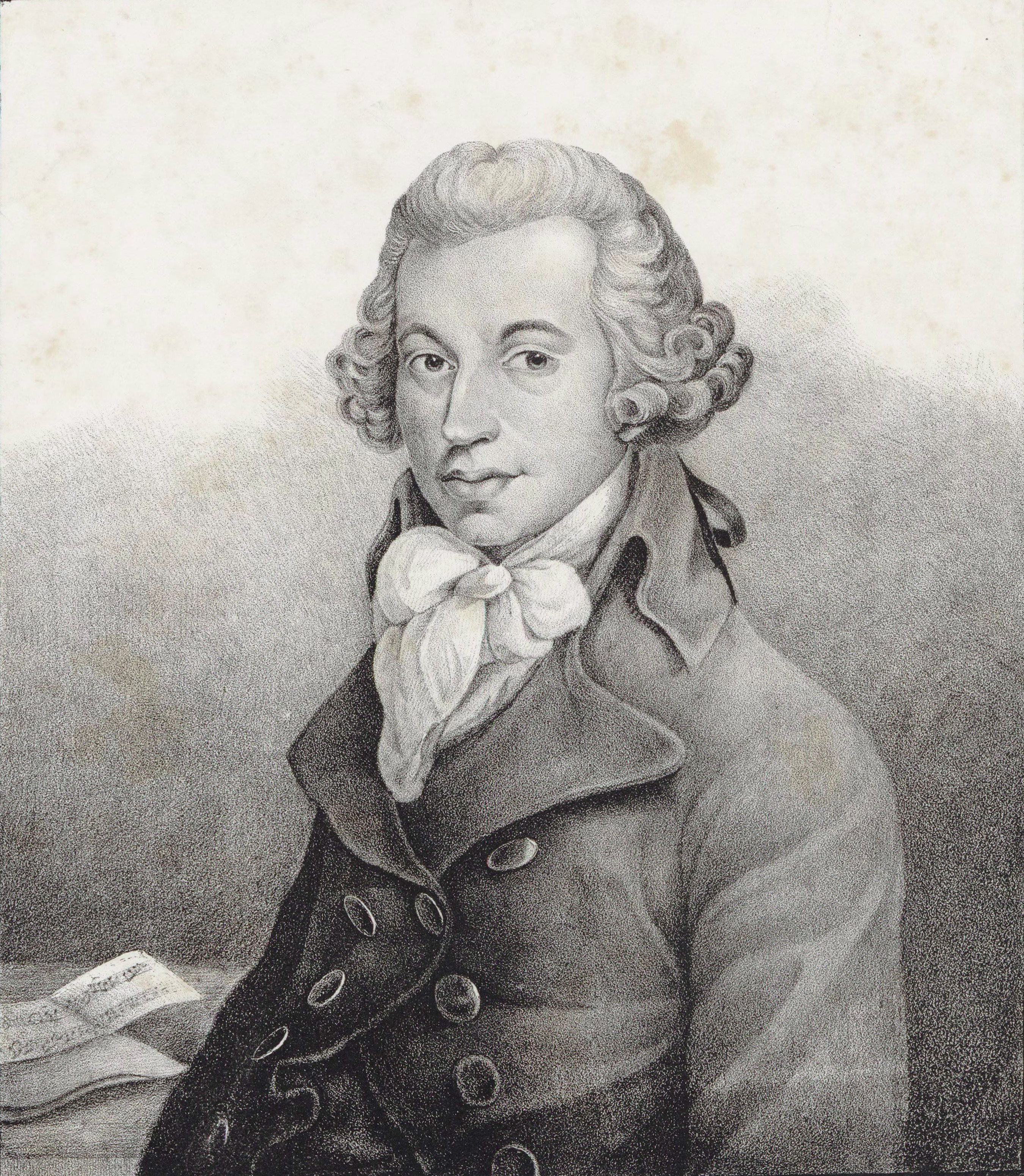
Ignaz Josef Pleyel; † 14. November

- 16. August: Franz Friedrich Eduard Brendler, schwedischer Flötist und Komponist (* 1800)
- 01. September: José de la Torre Ugarte, peruanischer Lyriker, Liedtexter und Jurist (* 1786)
- 27. September: Franz Sales Kandler, österreichischer Beamter und Musikwissenschaftler (* 1792)
- 03. Oktober: Henriette Weiße, deutsche Sängerin und Salonière (* 1793)
- 14. November: Ignaz Josef Pleyel, österreichischer Komponist (* 1757)
- 15. November: Vincenc Mašek, böhmischer Komponist (* 1755)
- 02. Dezember: Traugott Maximilian Eberwein, deutscher Komponist und Dirigent (* 1775)
- 02. Dezember: Joseph Wilde, schlesischer Komponist, Dirigent und Geiger (* 1778)
- 11. Dezember; George Schetky, US-amerikanischer Komponist, Cellist und Musikverleger (* 1776)